# إدوارد كارينغتون كابيل
إدوارد كارينغتون كابيل (بالإنجليزية: Edward Carrington Cabell)‏ (و. 1816 – 1896 م) هو سياسي، ومحام من الولايات المتحدة الأمريكية ولد في ريتشموند.
وهو عضو في حزب اليمين .

## التعليم
تعلم في جامعة فرجينيا.